# 府馬の大クス
府馬の大クス（ふまのおおクス）は、千葉県香取市府馬2395にある国の天然記念物に指定されたタブノキの大木である。
タブノキ（椨の木、学名: Machilus thunbergii）は、別名イヌグス（犬樟）で、クスノキ科タブノキ属に属する常緑樹である。千葉県内では各所に生育するが、比較的温暖な地域の沿海部に多く見られる。産出される木材は堅いのが特徴で、家具や船材として利用されてきた歴史がある。

## 解説
1926年10月20日に史蹟名勝天然紀念物保存法に基づいて国の天然記念物に指定された。「クス」の名が付いており、指定当初の告示ではクスノキとして認められたが、1969年1月13日に文化財審議専門委員の本田正次による調査で、実際はタブノキであることが判明した。タブノキには「イヌグス」という俗称が地元に存在しており、一見似ているクスノキより木材質が劣ることから付けられた呼称である。
指定樹は宇賀神社の社殿の右手前に生育している。宇賀神社は773年創始の府馬周辺では古い神社で、宇気母知神を勧請したことに由来する。民俗研究者の筒井功は、同神社が、タブノキが生育し始めた千数百年前から既に、神社の位置する台地の北方に広がる「千丈ヶ谷」と呼ばれる水田地帯で耕作をしていた住民たちの祭場になっていた可能性が十分にあると述べている。
指定樹の大クスの幹や枝は太く、枝は境内全体を覆うようにして伸びている。樹高は16 - 20メートルに及び、樹幹は約12メートル、幹周りは約8.5メートル、根周りは約27.5メートルである。この程度の大きさにまで生育するのはタブノキとしては珍しい部類に入る。樹齢は1300年から1500年ほどと推定される。樹上には数種類の宿木が繁殖している他、根元や幹は凹凸が激しく、複雑な形状になっている。主要な支幹は西方に伸びるものと南方に伸びるものとの二つがあり、そのうち前者は地面と平行して水平に長く伸びているため、下から石柱と丸太で支えられている。

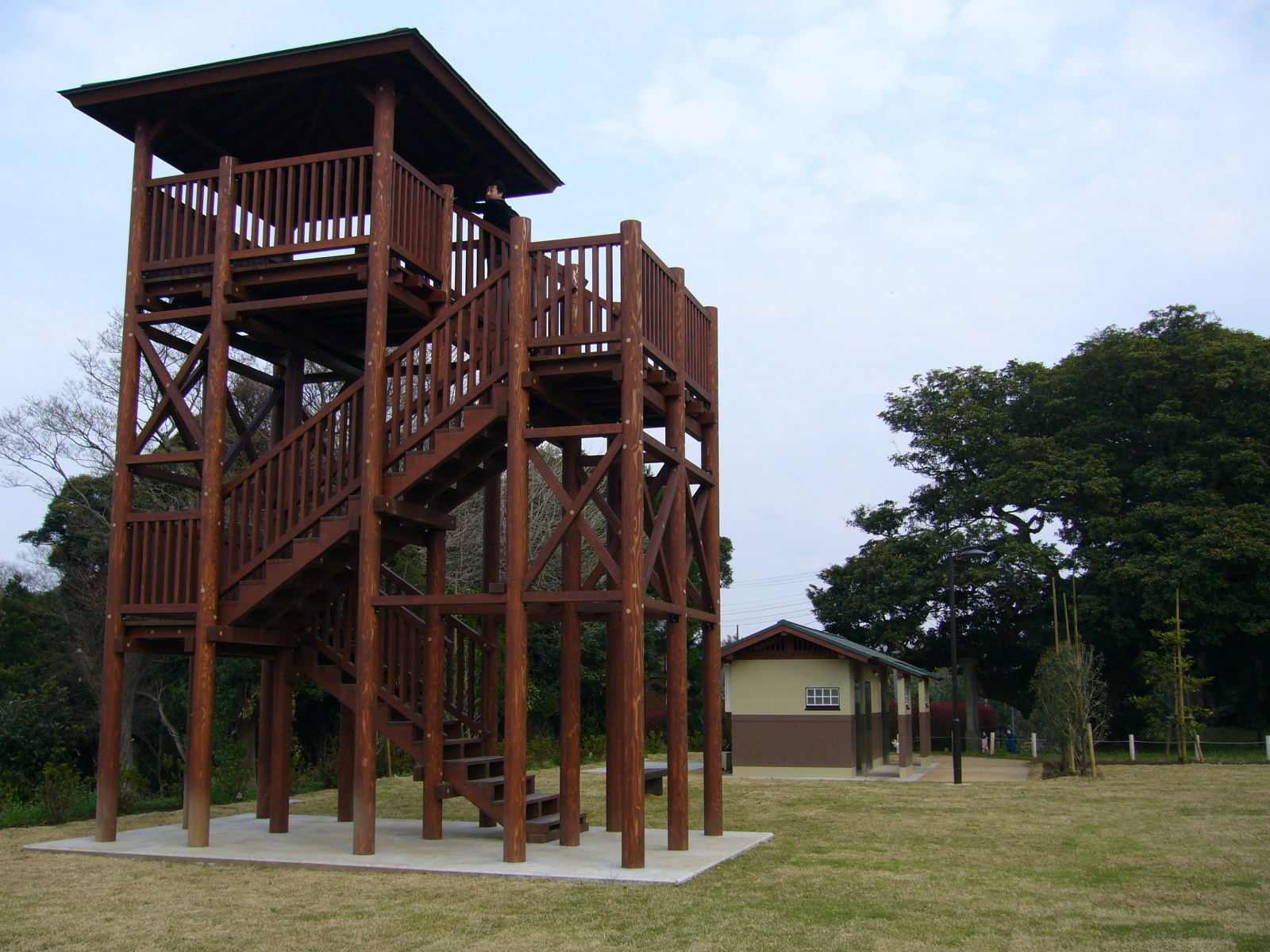
大クスと展望台。2007年4月7日撮影。

指定樹の北東7メートルほどの場所には「子グス」と呼ばれる根回り4メートルほどの別のタブノキがあり、これは元々指定樹の枝が伸びて地面に垂れ下がったものが江戸時代中期の元禄期頃に根を張ったものであったが、元の枝は明治末期に枯れ、現在は指定樹とは分離している。弘化2年（1845年）の「下総名所図絵」には、現在の指定樹と子グスが繋がっていた時期の様子を見ることができる。
2001年に、環境省により選定された「かおり風景100選」のうちの一つに選ばれた。

## 交通アクセス
所在地
- 千葉県香取市府馬2395[7]

交通アクセス
- JR東日本成田線小見川駅下車、旭農高・旭駅行きバスに乗車し「小保内」下車、徒歩10分[8][2]。
- 国道356号から小見川町で千葉県道28号線に入る[2]。